# Магура (Констанца)
Магура (рум. Măgura) насеље је у Румунији у округу Констанца у општини Черкезу. Oпштина се налази на надморској висини од 156 m.

## Становништво
Према подацима из 2002. године у насељу је живело 148 становника, од којих су сви румунске националности.